# محمد عباس العريبي
الشيخ محمد عباس محمد العريبي وهو سياسي وزعيم قبلي يشغل منصب شيخ عام عشائر البومحمد في العراق. يعمل حاليا مستشارا لرئيس الوزراء لشؤون العشائر، كما شغل منصب وزير الدولة لشؤون السياحة والآثار للفترة من 2007 إلى 2010.
شغل منصب عضو في الجمعية الوطنية الانتقالية المؤقتة عامي 2004 و2005، وقد شغل منصب عضو لجنة شؤون المحافظات والشكاوي في الجمعية.
كما شغل منصب عضو في مجلس النواب العراقي في دورته الأولى عن القائمة العراقية الوطنية، لكنه استقال من مجلس النواب بعد أن اختير وزير دولة، ليكون عدنان الدنبوس بديله، فأدى عدنان الدنبوس اليمين في مجلس النواب بتاريخ 2 كانون الأول 2007.